# 103P/Hartley
103P/Hartley 2, komet Jupiterove obitelji, objekt blizu Zemlji.